# Morning Glory
Morning Glory (укр. «Ранкова велич») — мініальбом швейцарського гурту Lacrimosa, який був випущений на мексиканському лейблі Scarecrow Records. Окрім головного треку, якій був написаний для цього альбому, у цей реліз уввійшла рідкісна версія пісні Sellador та раніше виданні пісні.

## Список композицій
| #  | Назва                      | Автор      | Тривалість |
| -- | -------------------------- | ---------- | ---------- |
| 1. | «Morning Glory»            | Тіло Вольф |            |
| 2. | «Revolution»               | Тіло Вольф |            |
| 3. | «If The World Stood Still» | Анне Нурмі |            |
| 4. | «Sellador» (Rare Version)  | Тіло Вольф |            |
| no |                            |            |            |